# Articulatorische fonetiek
De articulatorische fonetiek is een onderdeel van de fonetiek dat zich bezighoudt met de vorming en het onderscheiden van spraakklanken. Hierbij gaat het veelal om de typologische aspecten (dat is: de mogelijkheden en beperkingen van het menselijk spraakorgaan), die vervolgens dienen als hulpmiddel bij bijvoorbeeld de bestudering van de historische taalkunde of de vergelijkende en beschrijvende taalwetenschap.